# Eleição municipal de Nova Iorque em 2013
A eleição para prefeito da cidade americana de Nova York em 2013 realizou-se em 5 de novembro de 2013. O atual prefeito Michael Bloomberg, um republicano que se tornou independente, foi impedido, pelas regras, de tentar a reeleição para um quarto mandato.
As eleições primárias foram realizadas em 10 de setembro de 2013. O candidato republicano foi o ex-presidente do Metropolitan Transportation Authority Joe Lhota. E o New York City Public Advocate Bill de Blasio foi o candidato democrata. Blasio obteve 73,1% dos votos e foi eleito como o novo prefeito da cidade.

## História
Os candidatos republicanos venceram cinco eleições consecutivas na cidade de Nova York. Rudolph Giuliani foi eleito em 1993 e reeleito em 1997. Michael Bloomberg então venceu a eleição de 2001 e se reelegeu em 2005. Após mudança das regras, Bloomberg ainda conseguiu um terceiro mandato em 2009. As regras então mudaram novamente voltando o limite para dois mandatos e apenas uma reeleição.

## Primárias republicanas

### Candidatos

#### Declarados

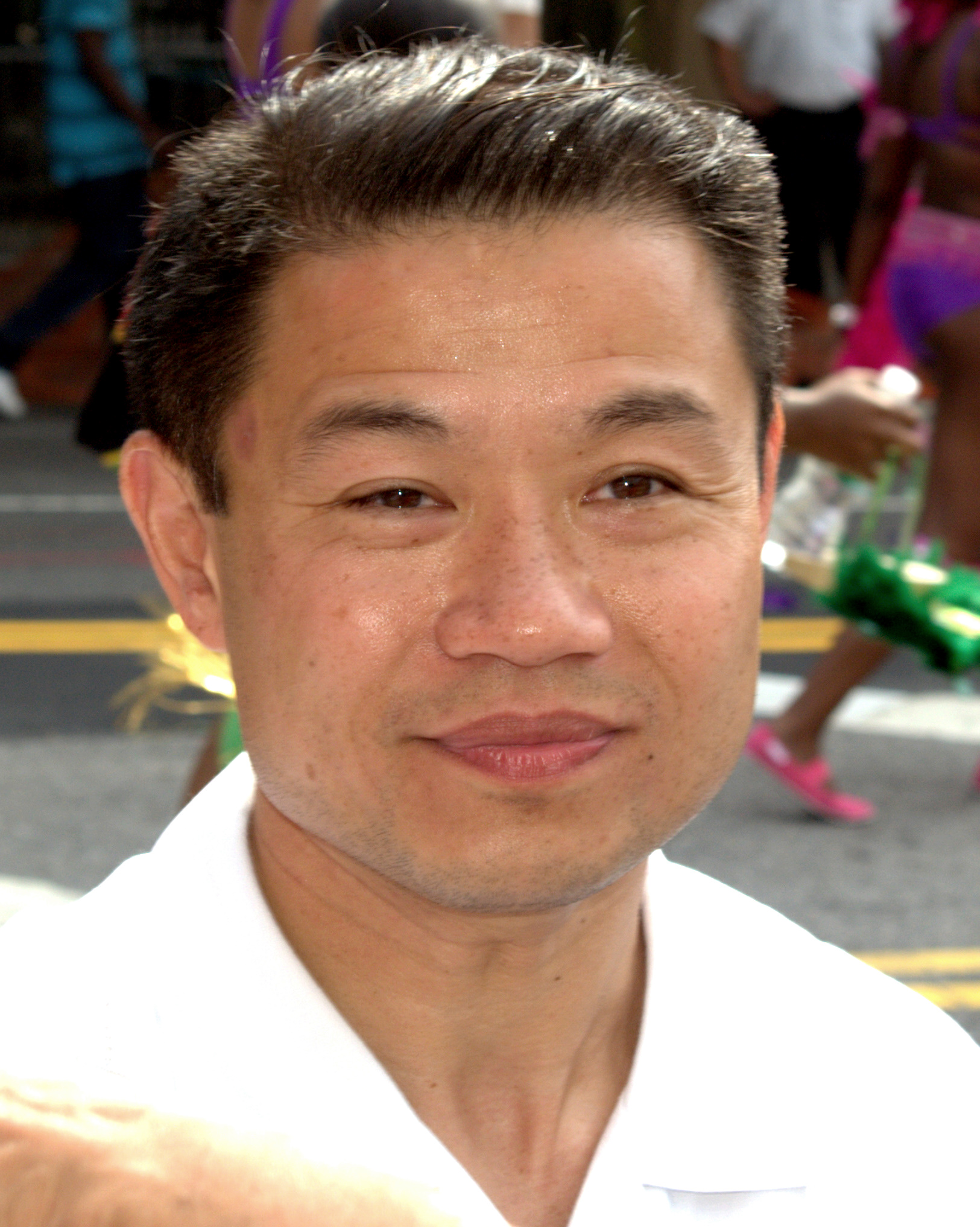
John Liu
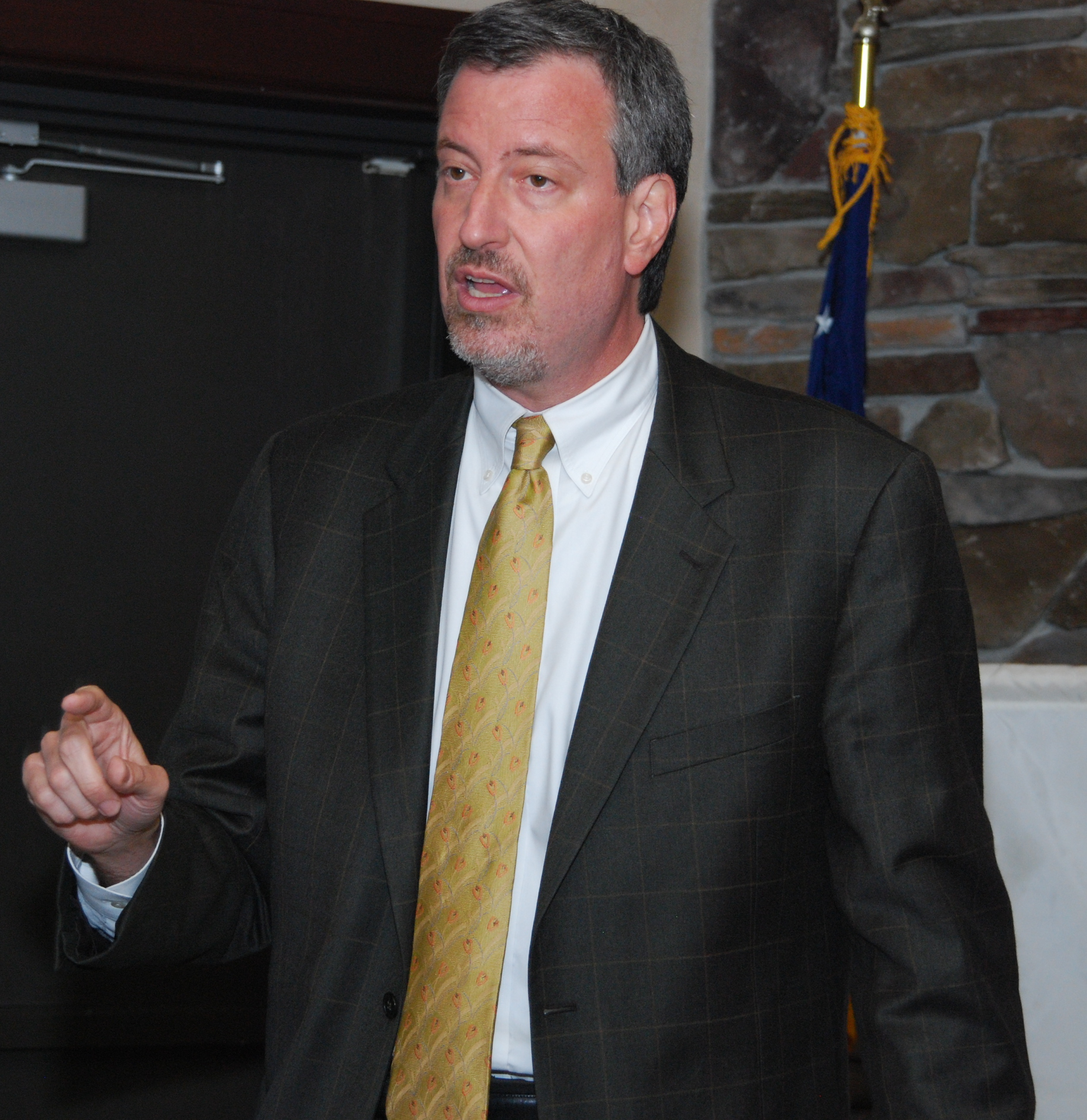
Bill de Blasio
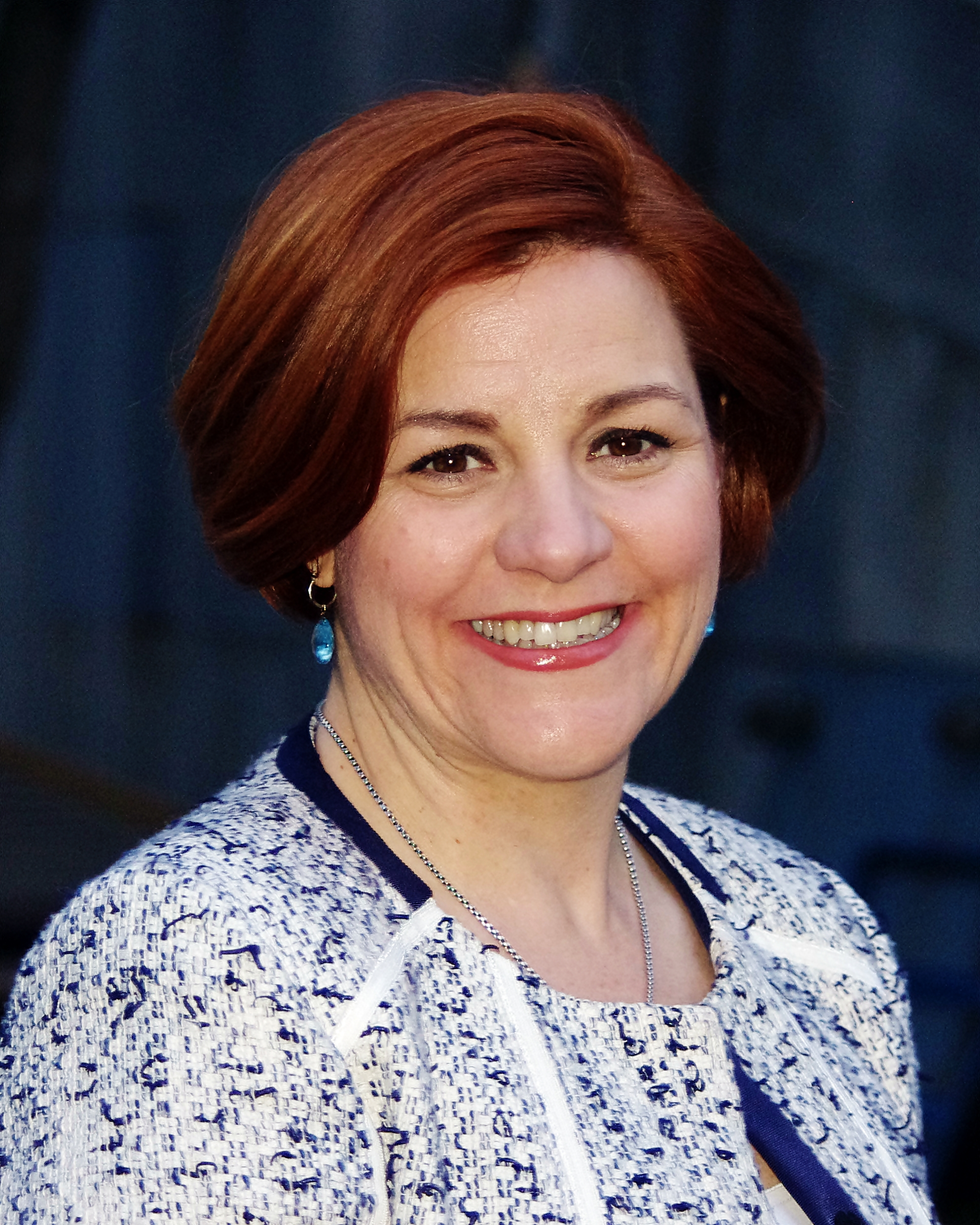
Christine Quinn
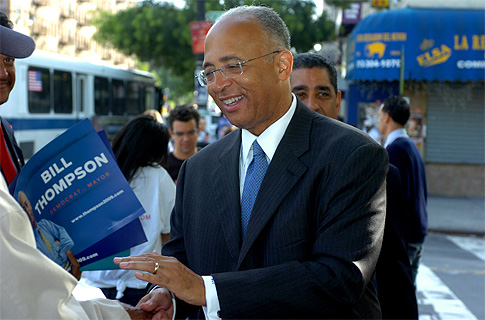
Bill Thompson
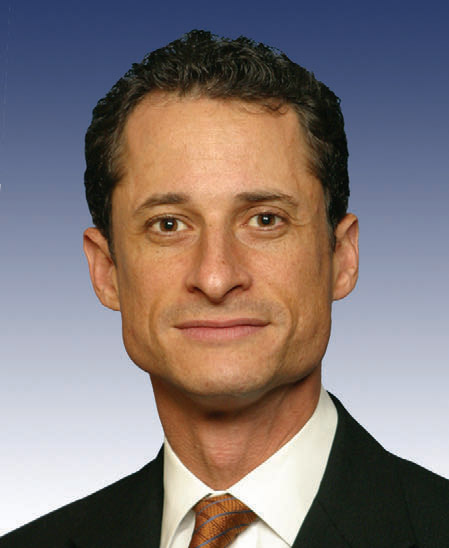
Anthony Weiner

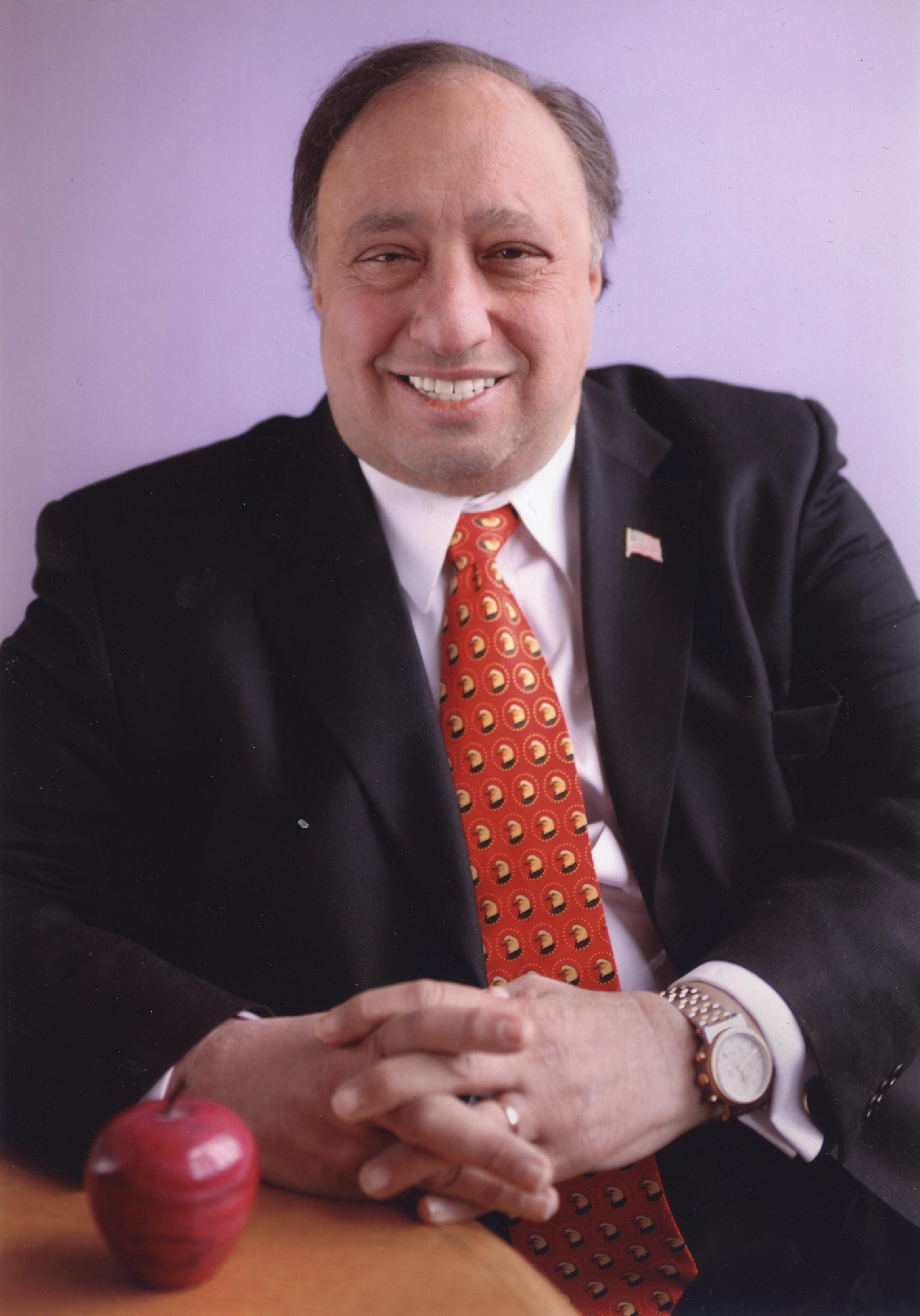
John Catsimatidis
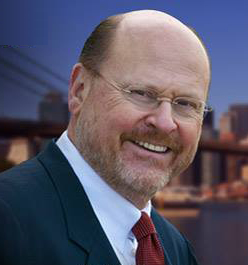
Joe Lhota
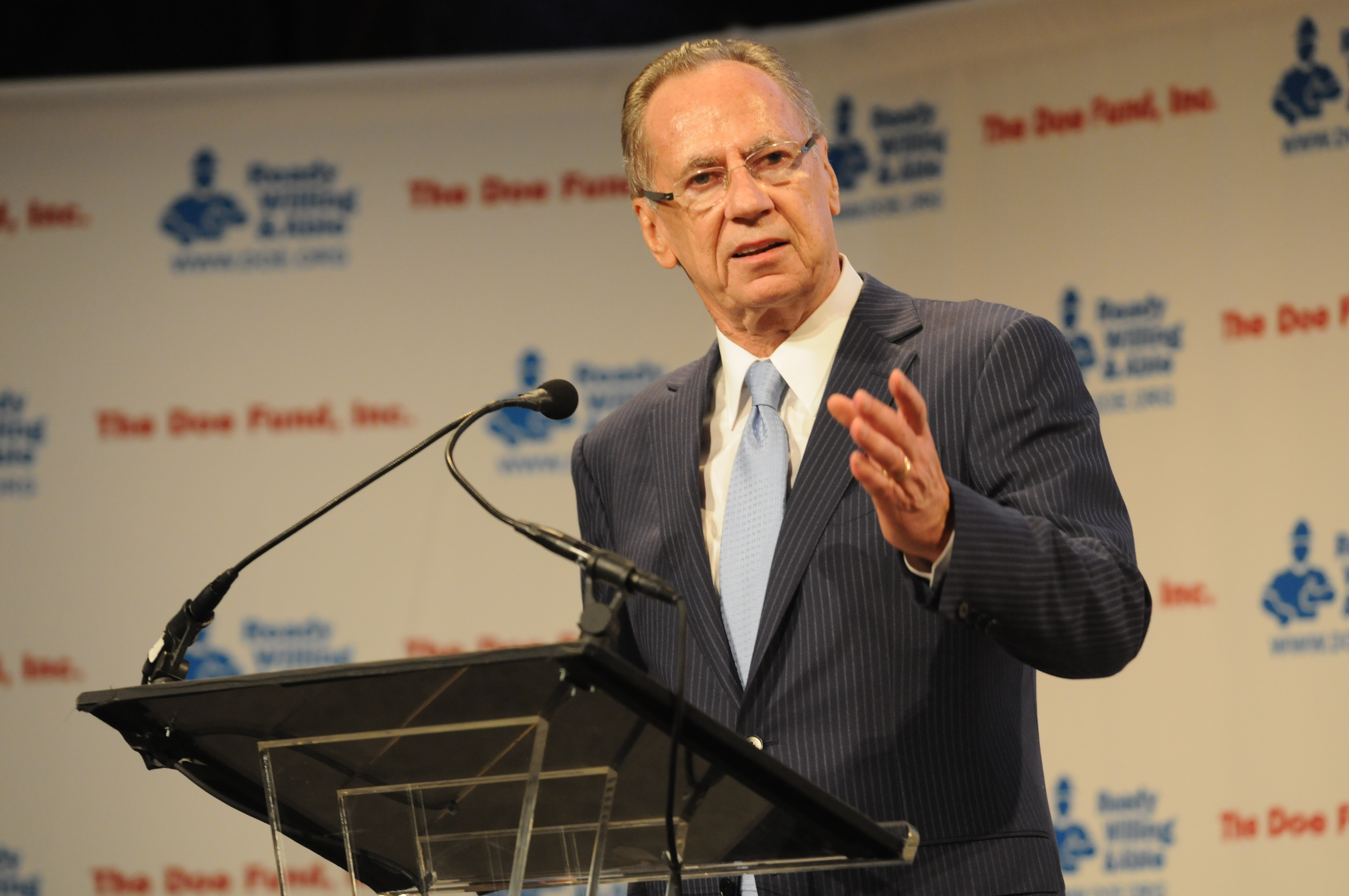
George McDonald

### Resultados

Resultados por borough
Catsimaditis—50–60%
Lhota—40–50%
Lhota—50–60%
Lhota—70–80%

Resultados por borough
De Blasio—40-50%
De Blasio—<40%

| Primárias republicanas de 2013 | Manhattan | The Bronx | Brooklyn | Queens | Staten Island | Total  | %      |
| Joe Lhota                      | 9.211     | 1.860     | 6.995    | 8.758  | 5.412         | 32.236 | 52,75% |
| Joe Lhota                      | 70,49%    | 52,87%    | 47,59%   | 51,01% | 42,76%        | 32.236 | 52,75% |
| John Catsimatidis              | 3.139     | 1.281     | 6.723    | 6.945  | 6.776         | 24.864 | 40,69% |
| John Catsimatidis              | 24,02%    | 36,41%    | 45,73%   | 40,45% | 53,53%        | 24.864 | 40,69% |
| George McDonald                | 683       | 369       | 940      | 1.456  | 451           | 3.899  | 6,38%  |
| George McDonald                | 5,23%     | 10,49%    | 6,39%    | 8,48%  | 3,56%         | 3.899  | 6,38%  |
| Votos em branco                | 34        | 8         | 42       | 9      | 19            | 112    | 0,18%  |
| Votos em branco                | 0,26%     | 0,23%     | 0,29%    | 0,05%  | 0,15%         | 112    | 0,18%  |
| T O T A L                      | 13.067    | 3.518     | 14.700   | 17.168 | 12.658        | 61.111 |        |

## Primárias democrata

### Candidatos

#### Declarados
- John Liu[8]
- Bill de Blasio[9]
- Christine Quinn[10]
- Bill Thompson[11]
- Anthony Weiner[12]

### Resultados
| Primárias democrata de 2013 | Manhattan | The Bronx | Brooklyn | Queens  | Staten Island | Total   | %      |
| Bill de Blasio              | 81.197    | 36.896    | 104.703  | 52.190  | 7.358         | 282.344 | 40,81% |
| Bill de Blasio              | 40,91%    | 38,12%    | 46,36%   | 34,96%  | 34,33%        | 282.344 | 40,81% |
| Bill Thompson               | 42.720    | 31.617    | 61.471   | 38.162  | 6.871         | 180.841 | 26,14% |
| Bill Thompson               | 21,53%    | 32,67%    | 27,22%   | 25,56%  | 32,06%        | 180.841 | 26,14% |
| Christine Quinn             | 52.102    | 10.392    | 23.007   | 19.847  | 3.545         | 108.893 | 15,74% |
| Christine Quinn             | 26,25%    | 10,74%    | 10,19%   | 13,29%  | 16,54%        | 108.893 | 15,74% |
| John Liu                    | 10.191    | 4.753     | 13.927   | 16.977  | 1.438         | 47.286  | 6,84%  |
| John Liu                    | 5,14%     | 4,91%     | 6,17%    | 11,37%  | 6,71%         | 47.286  | 6,84%  |
| Anthony Weiner              | 6.858     | 5.726     | 10.950   | 9.438   | 1.220         | 34,192  | 4,94%  |
| Anthony Weiner              | 3,46%     | 5,92%     | 4,85%    | 6,32%   | 5,69%         | 34,192  | 4,94%  |
| Erick Salgado               | 2.296     | 3.855     | 5.793    | 3.735   | 235           | 15.914  | 2,30%  |
| Erick Salgado               | 1,16%     | 3,98%     | 2,57%    | 2,50%   | 1,10%         | 15.914  | 2,30%  |
| Randy Credico               | 1.588     | 2.301     | 2.351    | 5.129   | 161           | 11.530  | 1,67%  |
| Randy Credico               | 0,80%     | 2,38%     | 1,04%    | 3,44%   | 0,75%         | 11.530  | 1,67%  |
| Sal Albanese                | 821       | 581       | 2.346    | 1.648   | 447           | 5,843   | 0,84%  |
| Sal Albanese                | 0,41%     | 0,60%     | 1,04%    | 1,10%   | 2,09%         | 5,843   | 0,84%  |
| Neil Grimaldi               | 634       | 640       | 1.108    | 2.157   | 138           | 4,677   | 0,68%  |
| Neil Grimaldi               | 0,32%     | 0,66%     | 0,49%    | 1,44%   | 0,64%         | 4,677   | 0,68%  |
| Votos em branco             | 50        | 18        | 172      | 21      | 20            | 281     | 0,04%  |
| Votos em branco             | 0,03%     | 0,02%     | 0,08%    | 0,01%   | 0,09%         | 281     | 0,04%  |
| T O T A L                   | 198.457   | 96.779    | 225.828  | 149.304 | 21.443        | 691.801 |        |

## Resultados Finais
| Partido | Partido                             | Partido                             | Candidato      | Votos          | %               | +/-   |
| ------- | ----------------------------------- | ----------------------------------- | -------------- | -------------- | --------------- | ----- |
|         |                                     | Partido Democrata                   | Bill de Blasio | 753 039        | 69,23 / 100,00  | 25,33 |
|         | Partido das Famílias Trabalhadoras  | 42 640                              | Bill de Blasio | 3,92 / 100,00  | 1,51            |       |
| Total   | Total                               | 795 679                             | Bill de Blasio | 73,15 / 100,00 | 26,84           |       |
|         |                                     | Partido Republicano                 | Joe Lhota      | 236 212        | 21,72 / 100,00  | 15,98 |
|         | Partido Conservador                 | 24 888                              | Joe Lhota      | 2,29 / 100,00  | 0,73            |       |
|         | Impostos Estão Muito Elevados       | 2 500                               | Joe Lhota      | 0,23 / 100,00  | Novo            |       |
|         | Estudantes Primeiros                | 820                                 | Joe Lhota      | 0,08 / 100,00  | Novo            |       |
| Total   | Total                               | 264 420                             | Joe Lhota      | 24,31 / 100,00 | 13,39           |       |
|         | Partido Independente de Nova Iorque | Partido Independente de Nova Iorque | Adolfo Carrion | 8 675          | 0,80 / 100,00   | 12,20 |
|         | Outros                              | Outros                              |                | 18 936         | 1,75 / 100,00   |       |
| Total   | Total                               | Total                               | Total          | 1 087 710      | 100,00 / 100,00 |       |